# Ischiopsopha aurora
Ischiopsopha aurora är en skalbaggsart som beskrevs av Ernst Gustav Kraatz 1898. Ischiopsopha aurora ingår i släktet Ischiopsopha och familjen Cetoniidae. Inga underarter finns listade i Catalogue of Life.